# Rhinocéros de Sumatra
Vous lisez un « article de qualité » labellisé en 2014.
Dicerorhinus sumatrensis
Espèce
Synonymes
- Rhinoceros sumatrensis (G. Fischer, 1814)
- Rhinoceros sumatranus (Raffles, 1822)

Statut CITES
Statut de conservation UICN

CRA2cd+3cd+4cd; C2a(i); D : 
En danger critique
Le Rhinocéros de Sumatra (Dicerorhinus sumatrensis) est une espèce de périssodactyles de la famille des Rhinocerotidae. Parmi les cinq espèces actuelles de rhinocéros, c'est la dernière non éteinte du genre Dicerorhinus. Il est le plus petit des rhinocéros, même s'il demeure un mammifère de grande taille. Ce rhinocéros mesure en effet 120 à 145 cm de hauteur au garrot, avec un corps d'une longueur d'environ 2,50 m qui se termine par une queue de 35 à 70 cm. Son poids varie entre 500 et 1 000 kg, et est en moyenne de 700 à 800 kg, le record étant détenu par un spécimen de 2 tonnes. Comme les espèces africaines, il a deux cornes, la plus grande étant la corne nasale, qui mesure généralement 15 à 25 centimètres, tandis que l'autre corne n'est qu'une courte ébauche. Une couche de poils brun rougeâtre couvre la majeure partie du corps du Rhinocéros de Sumatra.
Ces animaux vivaient autrefois dans les forêts tropicales et les marais d'Inde, du Bhoutan, du Bangladesh, du Myanmar, du Laos, de la Thaïlande, de la Malaisie, d'Indonésie et de Chine. Ils sont maintenant en danger critique d'extinction selon la liste rouge de l'UICN, avec seulement quatre populations dans la nature, toutes en Indonésie : trois à Sumatra et une à Bornéo. Ils font partie de la liste des 100 espèces les plus menacées au monde établie par l'UICN en 2012. Leur nombre est difficile à déterminer car ce sont des animaux solitaires qui sont largement dispersés à travers leur habitat, mais on l'estime à 30 individus. La baisse des effectifs de Rhinocéros de Sumatra est principalement attribuable au braconnage pour leurs cornes, qui sont très prisées dans la médecine traditionnelle chinoise, et peuvent se commercialiser à des prix pouvant atteindre 30 000 dollars sur le marché noir. L'espèce est éteinte en Malaisie depuis 2019.
Le Rhinocéros de Sumatra est un animal essentiellement solitaire, sauf au moment de la parade nuptiale et de l'éducation des jeunes. C'est l'espèce de rhinocéros qui crie le plus fréquemment, et il communique également par un marquage au sol qu'il réalise avec ses pieds et en laissant des excréments. L'espèce est beaucoup mieux étudiée que le rhinocéros de Java (Rhinoceros sondaicus), qui est lui aussi menacé, en partie grâce à un programme qui a conduit à conserver 40 Rhinocéros de Sumatra en captivité dans le but de préserver l'espèce. Le programme est considéré comme un échec, même par son initiateur, car la plupart des rhinocéros détenus en captivité sont morts et ce n'est que très récemment[évasif], après plus de vingt ans d'essais infructueux, que l'on a réussi à faire naître des animaux en captivité.

## Description

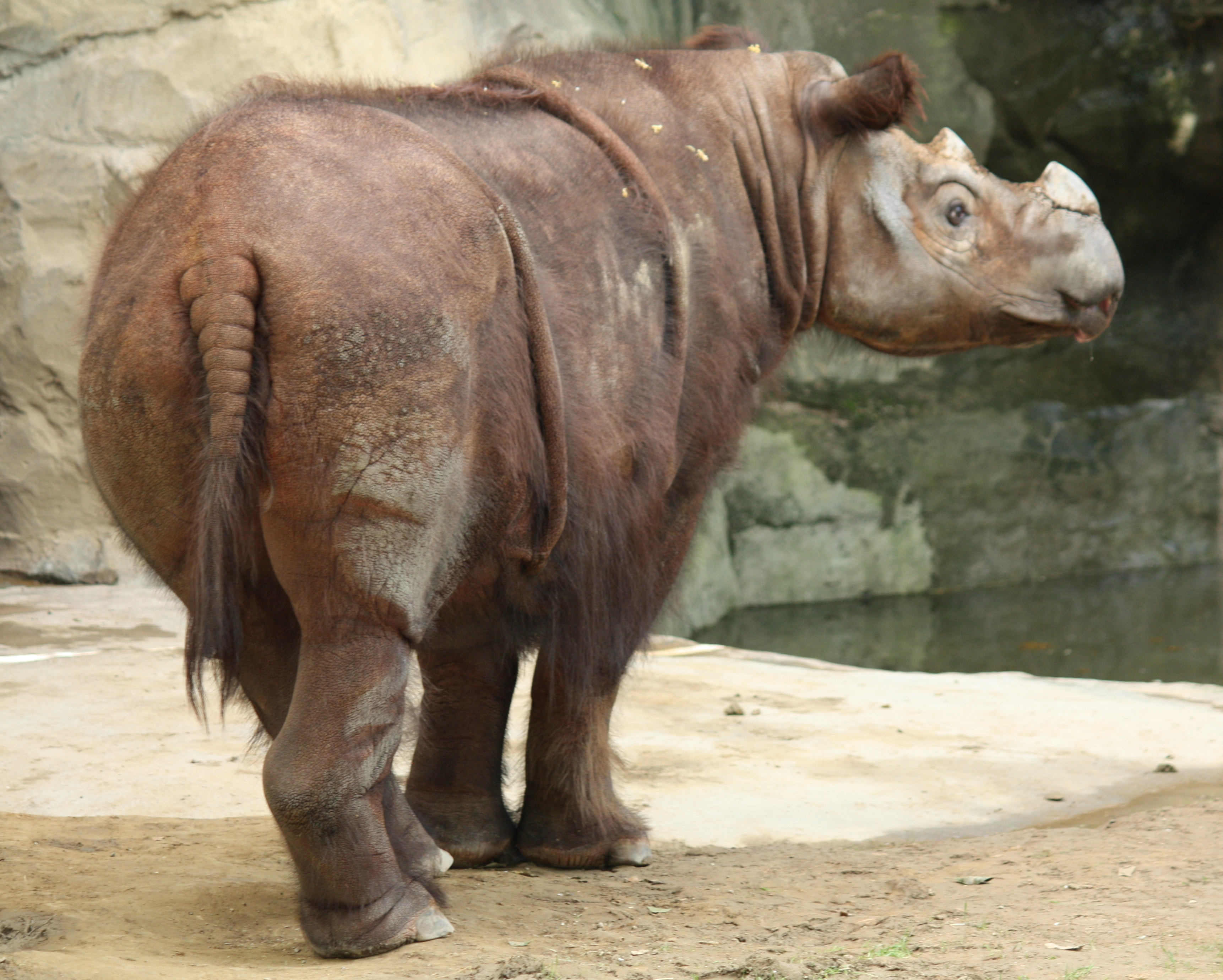
Spécimen au zoo de Cincinnati.

Un Rhinocéros de Sumatra adulte mesure environ 120 à 145 cm de hauteur au garrot pour une longueur d'environ 250 cm. Il pèse entre 500 et 1 000 kg, avec une moyenne de 700 à 800 kg, bien que les plus grands individus connus dans les zoos pèsent jusqu'à 2 000 kg,. Son corps se termine par une queue de 35 à 70 cm. Comme les espèces africaines, il a deux cornes. La plus grande est la corne nasale, mesurant généralement entre 15 et 25 cm, même si l'on peut en rencontrer de plus longues, la plus grande jamais observée mesurant 81 cm. La corne postérieure est beaucoup plus petite, mesurant généralement moins de 10 cm de long, et formant souvent guère plus qu'un bouton. La grande corne nasale est également connue comme la corne antérieure, et la corne postérieure plus petite est appelée corne frontale. Les cornes sont gris foncé à noir. Les mâles ont des cornes plus grandes que les femelles, bien que l'espèce ne présente pas de dimorphisme sexuel bien marqué. Le Rhinocéros de Sumatra vit environ 30 à 45 ans dans la nature, alors que le record de longévité enregistré en captivité est tenu par une femelle, appartenant à la sous-espèce lasiotis aujourd'hui disparue, qui a vécu pendant 32 ans et 8 mois avant de mourir au zoo de Londres en 1900.
Deux épais plis de peau encerclent le corps, l'un derrière les pattes avant et l'autre devant les pattes arrière. Le rhinocéros a une peau plus fine autour de son cou. La peau est globalement mince, 10 à 16 mm d'épaisseur, et à l'état sauvage le rhinocéros ne semble avoir aucune graisse sous-cutanée. Les poils peuvent être denses, notamment chez les jeunes, ou beaucoup plus clairsemés. Ils sont généralement brun rougeâtre. Dans la nature on ne distingue pas toujours très bien ces poils car ils sont souvent couverts de boue. En captivité, cependant, le poil est beaucoup plus visible, probablement car il n'y a pas l'abrasion causée par les déplacements dans la végétation dense des forêts. Le rhinocéros a de longs poils autour de ses oreilles et une touffe épaisse de poils à l'extrémité de sa queue. Comme tous les rhinocéros, il a une très mauvaise vision. Le Rhinocéros de Sumatra est rapide et agile. Il gravit facilement les montagnes et traverse aisément des pentes abruptes et des berges,,,.

## Comportement

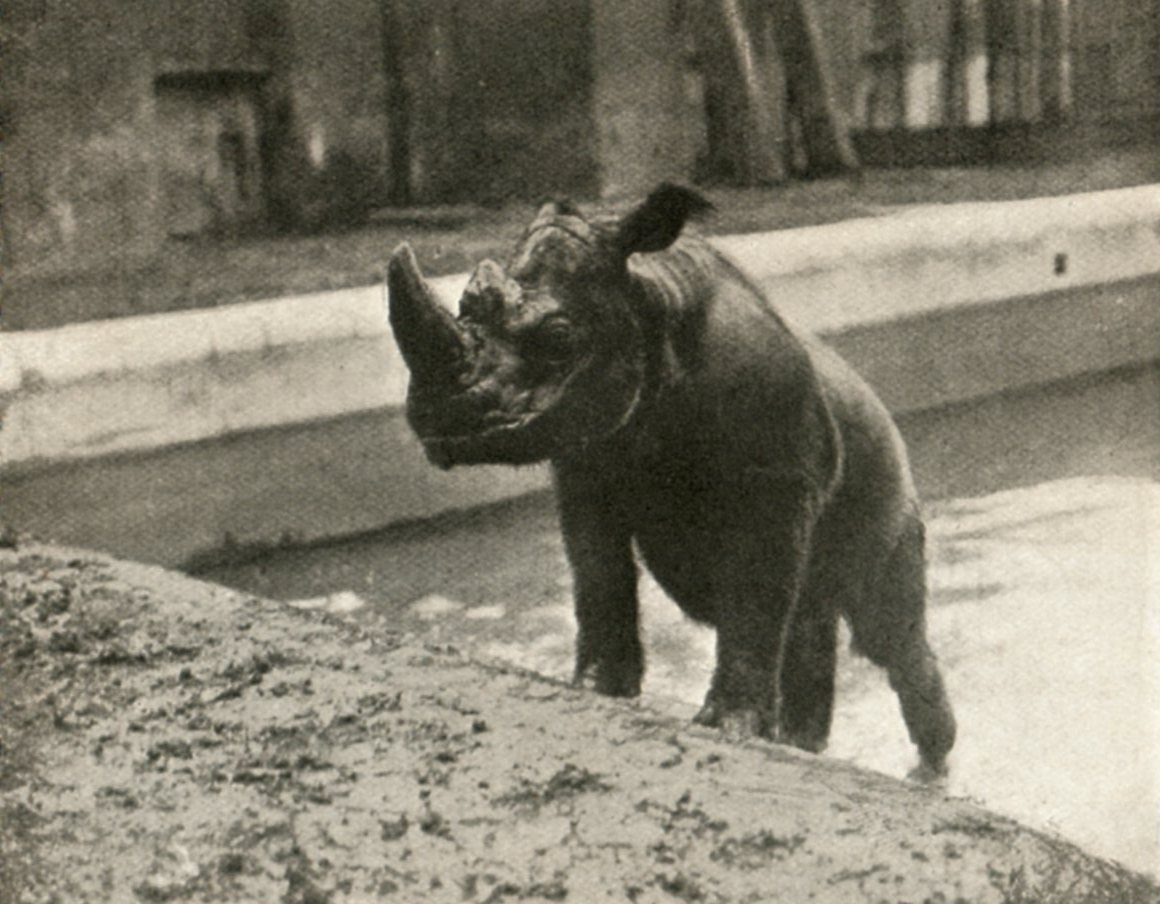
Mâle de la sous-espèce aujourd'hui disparue D. s. lasiotis avec une corne nasale très développée, au zoo de Londres vers 1904.

Les Rhinocéros de Sumatra sont des animaux solitaires, sauf avant l'accouplement, lorsque les couples se forment, et pendant l'élevage des petits. Les individus ont des territoires, qui peuvent atteindre 50 km2 pour les mâles et 10 à 15 km2 chez les femelles. Les zones occupées par les femelles semblent être écartées, tandis que chez les mâles il y a régulièrement des chevauchements entre territoires. Rien n'indique que le Rhinocéros de Sumatra défende activement son territoire. Il marque ce dernier en grattant le sol avec ses pieds, en inclinant certaines plantes d'une manière caractéristique, et en laissant ses excréments. Le Rhinocéros de Sumatra est généralement plus actif lorsqu'il mange, à l'aube et au crépuscule. Pendant la journée, il se vautre dans des bains de boue pour se rafraîchir et se reposer. Pendant la saison des pluies, il se déplace vers des altitudes plus élevées, et au cours des mois les plus froids il revient vers les zones les moins élevées de son aire de répartition. Lorsqu'il n'a pas de trous de boue à disposition, le rhinocéros creuse des flaques avec ses pieds et ses cornes. Les bains de boue permettent au rhinocéros de maintenir plus facilement sa température corporelle et de protéger sa peau contre les ectoparasites et divers insectes. Les spécimens détenus en captivité et qui ne peuvent pas se vautrer dans la boue de manière adéquate développent rapidement des problèmes de peau (inflammation, suppurations), des problèmes oculaires, des inflammations des onglons ou des pertes de poils. Une étude sur les bains de boue et le comportement des rhinocéros menée sur 20 mois a montré que ces animaux n'utilisent pas plus de trois bauges (gites fangeux) à la fois. Après deux à douze semaines, le rhinocéros abandonne une bauge pour en trouver une nouvelle. En règle générale, le rhinocéros va se bauger autour de midi, pendant deux à trois heures, avant de partir en quête de nourriture. Bien que dans les zoos le Rhinocéros de Sumatra passe moins de 45 minutes par jour à prendre des bains de boue, l'étude des animaux sauvages a montré qu'il passait entre 80 et 300 minutes (avec une moyenne de 166 minutes) par jour à se bauger.

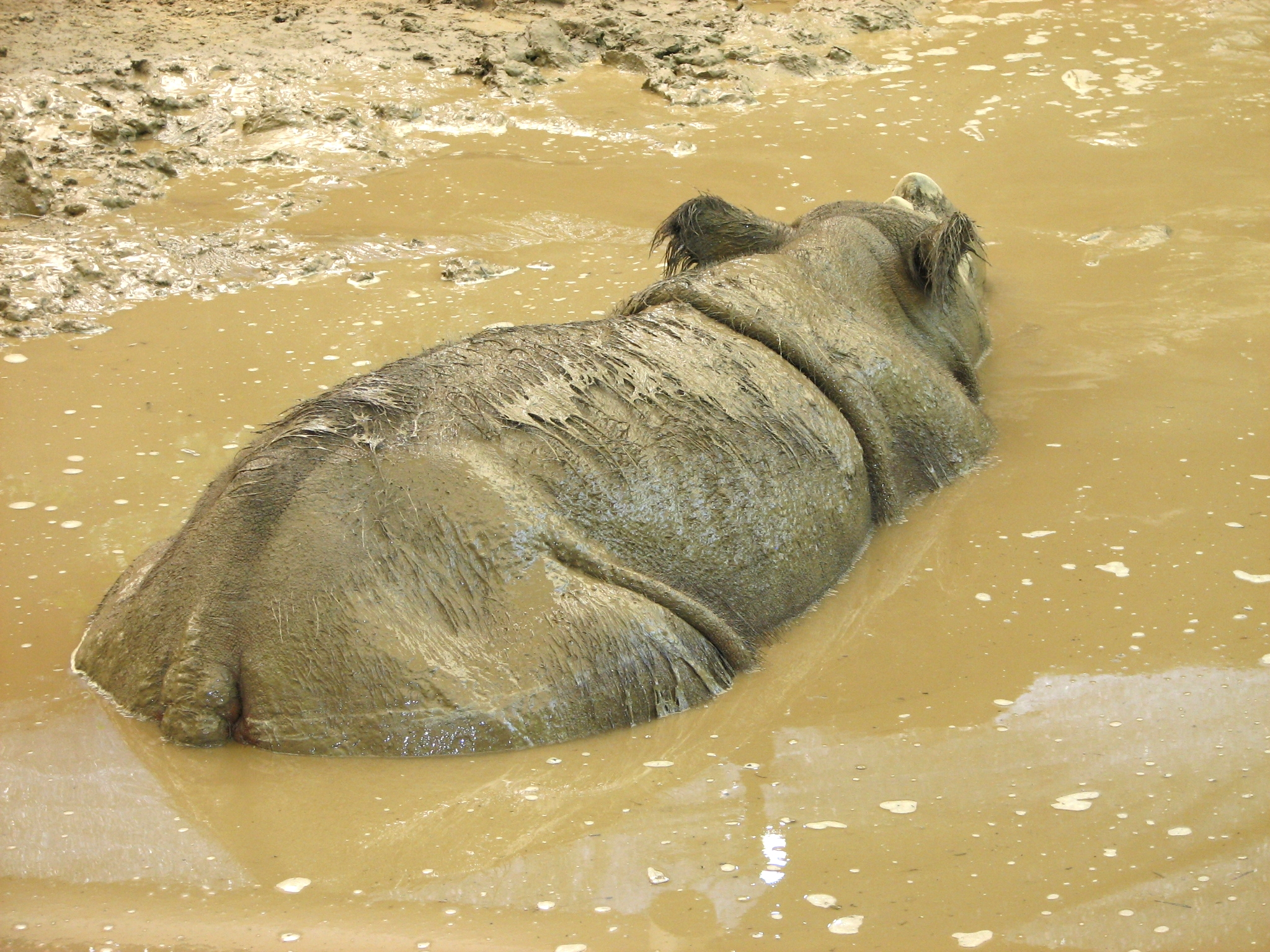
Un Rhinocéros de Sumatra se baugeant dans la boue au zoo de Cincinnati.

On connait mal les maladies qui touchent le Rhinocéros de Sumatra, ce sujet ayant été très peu étudié. Des tiques et des Gyrostigma ont été reportés comme ayant causé la mort d'animaux en captivité au XIXe siècle. Le rhinocéros est également connu pour être vulnérable au surra, une maladie qui peut se propager par le biais de taons qui transportent des trypanosomes. En 2004, les cinq rhinocéros du Centre de conservation des Rhinocéros de Sumatra sont morts sur une période de 18 jours après avoir été infectés par la maladie. Le Rhinocéros de Sumatra n'a pas de prédateurs connus autres que les humains. Les tigres et les chiens sauvages sont capables de tuer un jeune, mais ceux-ci restent la plupart du temps à proximité de leur mère, et on connait mal la fréquence de ce type d'événements. Bien qu'il arrive fréquemment que le territoire d'un rhinocéros chevauche celui d'Éléphants d'Asie (Elephas maximus) ou de Tapirs de Malaisie (Tapirus indicus), ces espèces ne semblent pas être en compétition au niveau de leur alimentation ou de leur habitat. Les Éléphants d'Asie et le Rhinocéros de Sumatra sont même connus pour partager les mêmes sentiers, et de nombreuses espèces plus petites comme des Sambars (Rusa unicolor), Sangliers (Sus scrofa) et Dholes (Cuon alpinus) utilisent les sentiers tracés par les rhinocéros et les éléphants,.
Le Rhinocéros de Sumatra entretient deux types de sentiers à travers son territoire. Les principaux seront utilisés par des générations de rhinocéros pour voyager entre les zones importantes de son territoire, comme des sources de sel, ou pour traverser des terrains inhospitaliers enclavés dans son territoire. Dans les zones où le rhinocéros cherche sa nourriture, il crée de petits sentiers, toujours couverts par la végétation, pour accéder aux zones riches en nourriture où il s'alimente. Les sentiers du Rhinocéros de Sumatra peuvent passer à travers des rivières de plus de 1,5 m de profondeur et d'environ 50 m de large. Les courants de ces rivières sont parfois forts, mais le rhinocéros est un bon nageur,. L'absence de bauges à proximité des rivières semble indiquer que le Rhinocéros de Sumatra peut parfois se baigner dans une rivière plutôt que prendre un bain de boue.

### Alimentation
Le Rhinocéros de Sumatra se nourrit principalement avant la nuit et le matin. Il broute de jeunes pousses, des feuilles, des fruits et des brindilles. Les rhinocéros consomment habituellement jusqu'à 50 kg de nourriture par jour. En analysant le contenu d'échantillons de bouses, les chercheurs ont identifié plus de cent aliments distincts entrant dans le régime du Rhinocéros de Sumatra. La plus grande partie de l'alimentation est constituée de tiges d'arbres d'un diamètre de 1 à 6 cm. Le rhinocéros pousse généralement les jeunes arbres avec son corps, et passe dessus sans les écraser avec ses pattes, pour manger les feuilles. La plupart des espèces végétales que le rhinocéros consomme sont rares, et le rhinocéros doit régulièrement modifier son régime alimentaire quand il change d'endroit. Parmi les plantes les plus couramment consommées par le rhinocéros on compte de nombreuses espèces d'Euphorbiaceae, de Rubiaceae et de Melastomataceae. Il consomme aussi très volontiers les plantes du genre Eugenia dans la famille des Myrtaceae. Les rhinocéros de Sumatra dont on a trouvé des traces au Kalimantan oriental en 2013 avaient consommé des plantes de plus de 30 espèces différentes.

Quelques espèces de plantes consommées par le Rhinocéros de Sumatra
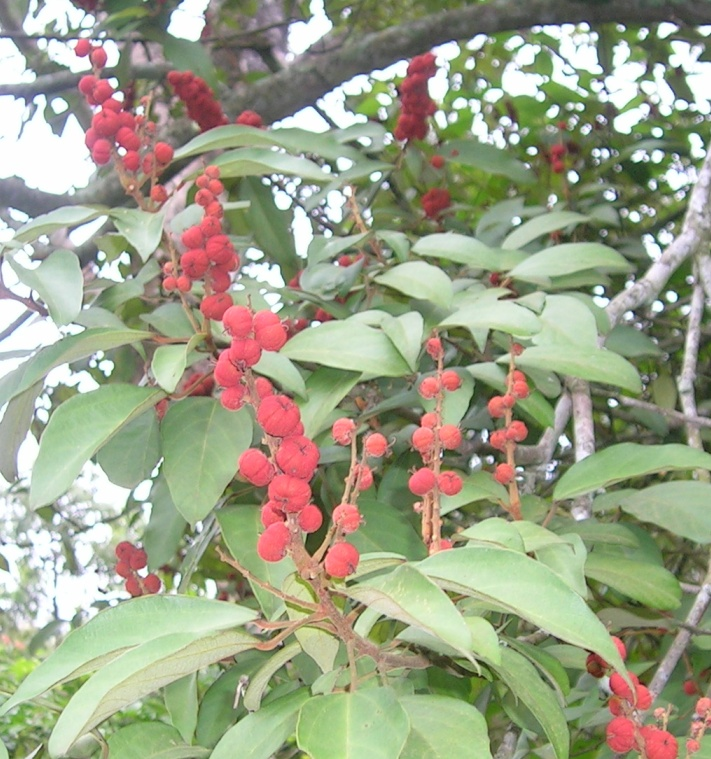
Mallotus.
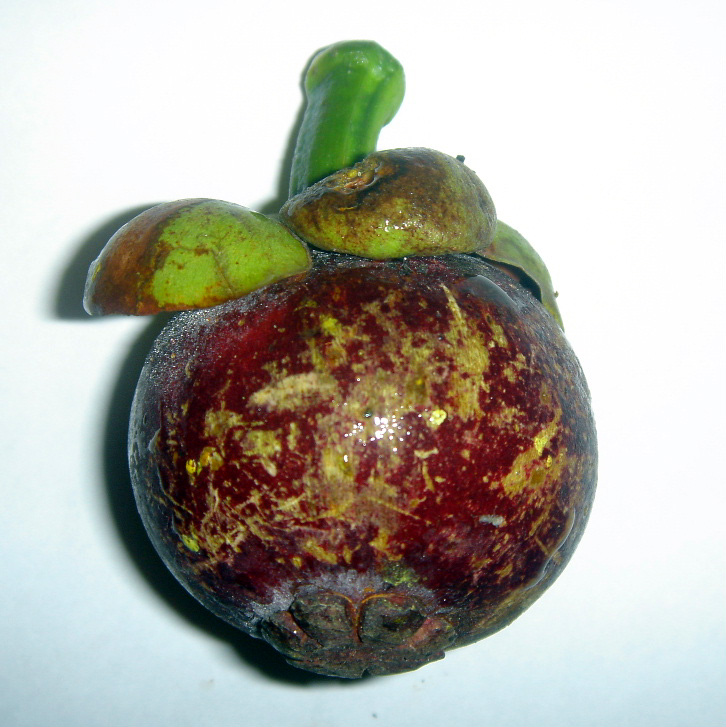
Mangoustanier (Garcinia mangostana).
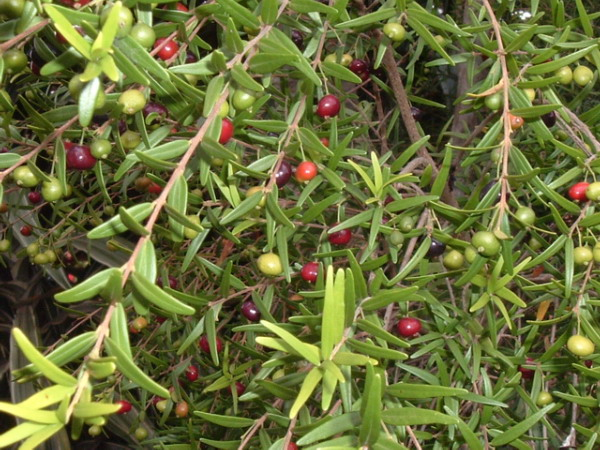
Ardisia.
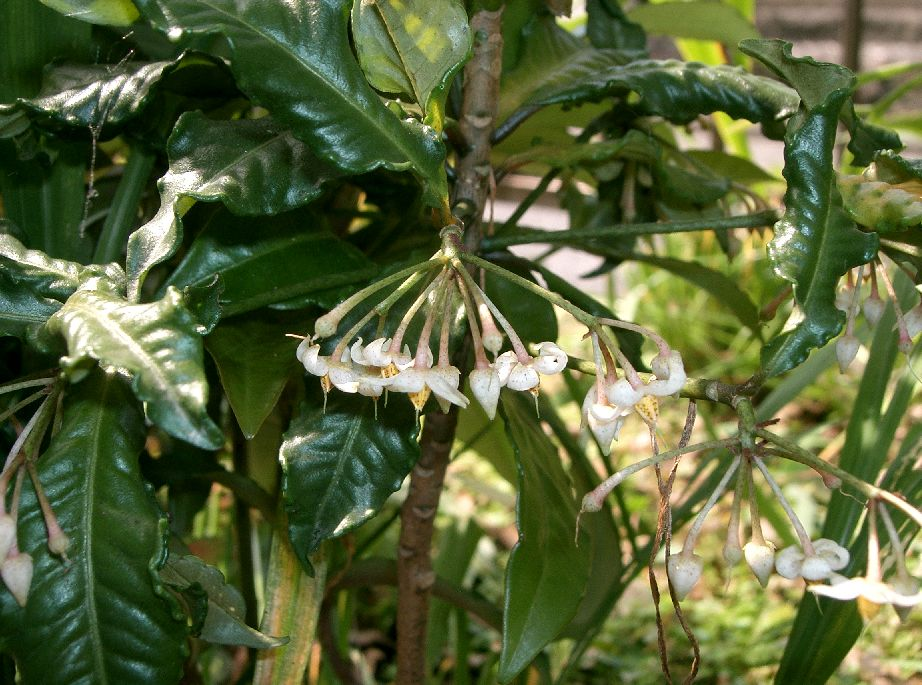
Eugenia[9],[10].

Le régime végétal du Rhinocéros de Sumatra est riche en fibres, mais un peu moins en protéines. Les apports de sel à lécher sont très importants pour la nutrition du rhinocéros. Ils peuvent être fournis par de petites sources d'eau chaude, des infiltrations d'eau salée ou des eaux minérales très riches. Les salines ont aussi un objectif social important pour les mâles qui visitent les lèches pour chercher l'odeur de femelles en œstrus. Certains Rhinocéros de Sumatra, cependant, vivent dans des zones où les salines ne sont pas facilement disponibles, ou ne les utilisent pas. Ces rhinocéros peuvent satisfaire leurs besoins en sel en consommant des plantes riches en minéraux,.

### Communication
Le Rhinocéros de Sumatra est le plus bruyant des rhinocéros. Dans les zoos, les rhinocéros barrissent constamment, et il semble qu'ils en fassent autant dans la nature. Le rhinocéros émet trois bruits différents : des aboiements ou barrissements, des cris ressemblants au chant des baleines et des sifflements. L'aboiement, qui dure une seconde, est le son le plus commun. Le chant qui ressemble aux vocalises de la Baleine à bosse (Megaptera novaeangliae) est le cri le plus chantant, et le deuxième le plus courant. Ce chant varie en hauteur et dure de quatre à sept secondes. Le sifflement dure deux secondes et est suivi immédiatement d'une bouffée d'air. C'est le plus puissant des cris, suffisamment pour faire vibrer les barres de fer délimitant l'enceinte dans laquelle sont enfermés les rhinocéros dans un zoo. La signification exacte de ces différents cris est inconnue, mais on pense qu'ils ont un intérêt pour avertir d'un danger, indiquer son emplacement et appeler un partenaire en période de reproduction, comme c'est le cas chez les autres ongulés. Le sifflement peut être entendu à une grande distance, même dans la brousse dense dans lequel vit le Rhinocéros de Sumatra. Un cri similaire utilisé par l'éléphant a une portée de 9,8 km, et celle du sifflement du rhinocéros est vraisemblablement proche. Le Rhinocéros de Sumatra peut parfois tordre des arbustes qu'il ne mange pas. Ce comportement semble être utilisé comme moyen de communication, indiquant souvent une jonction dans un sentier.

### Reproduction

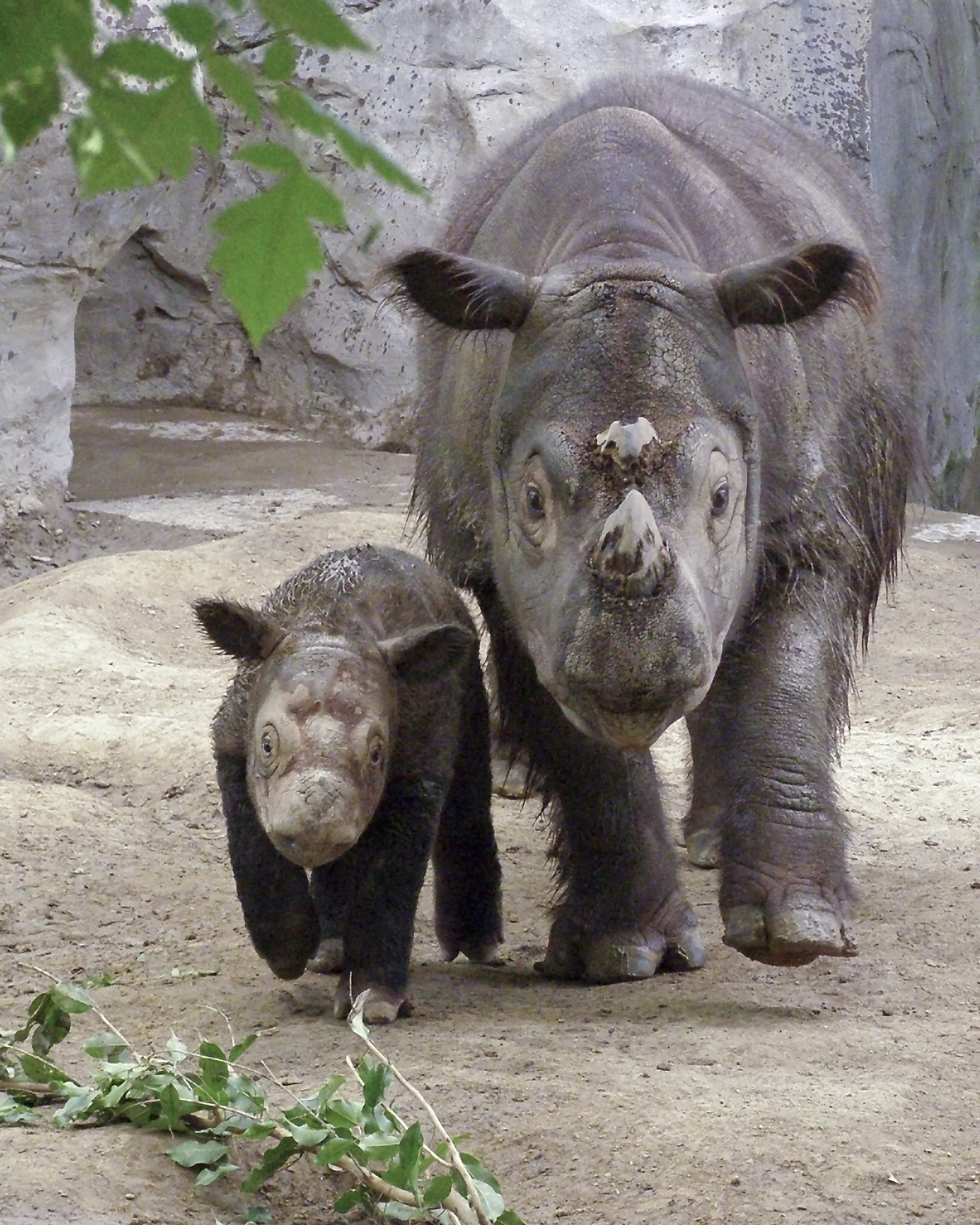
Adulte avec un jeune au zoo de Cincinnati.

Les femelles atteignent la maturité sexuelle à l'âge de six ou sept ans, tandis que les mâles sont matures vers l'âge de dix ans. La gestation dure 15 à 16 mois. Le veau, qui pèse généralement 40 à 60 kg à la naissance, est sevré vers 15 mois, et reste avec sa mère durant les 2 ou 3 premières années de sa vie. Dans la nature, l'intervalle entre deux naissances est de trois ou quatre ans, mais les conditions dans lesquelles les parents élèvent les jeunes demeurent mal connues.
Les habitudes de reproduction du Rhinocéros de Sumatra ont été étudiées en captivité. L'accouplement commence par une parade nuptiale caractérisée par des cris, une queue dressée en l'air, de très fréquentes mictions et des contacts physiques, les mâles et les femelles se cognant l'un l'autre au niveau de la tête et des parties génitales. La parade est similaire à celle du Rhinocéros noir. Les jeunes mâles sont souvent trop agressifs avec les femelles, et peuvent parfois les blesser et même les tuer au cours de la parade nuptiale. Dans la nature, la femelle peut fuir un mâle trop agressif, mais dans leurs petits enclos de captivité, elles ne peuvent pas, et cela peut expliquer en partie le faible taux de réussite des programmes d'élevage en captivité,,.
L'œstrus, période durant laquelle la femelle est réceptive au mâle, dure environ 24 heures, et réapparait entre 21 et 25 jours plus tard. Les rhinocéros du zoo de Cincinnati ont été observés copuler pendant 30 à 50 minutes, temps semblable à celui mis par d'autres rhinocéros. Des observations menées au Centre de conservation des rhinocéros de Sumatra, en Malaisie, ont noté un accouplement plus bref. Comme le zoo de Cincinnati est parvenu à plusieurs reprises à obtenir des grossesses chez les rhinocéros en captivité, et que d'autres rhinocéros ont été observés avec des copulations longues, ce dernier cas est peut être le comportement naturel. Bien que les chercheurs ont observé des conceptions réussies, toutes ces grossesses se sont terminées par un échec pour diverses raisons, avant finalement que la première naissance en captivité ait lieu en 2001. L'analyse de ces échecs au zoo de Cincinnati a montré que l'ovulation du Rhinocéros de Sumatra est induite par l'accouplement et que le niveau de progestérone est alors très variable. Des reproductions en captivité fructueuses ont finalement eu lieu en 2001, 2004, 2007 et 2012, grâce à un apport de progestérone supplémentaire aux femelles gestantes.

## Distribution et habitat

Distribution connue du Rhinocéros de Sumatra dans les années 2000, avant son extinction en Malaisie.

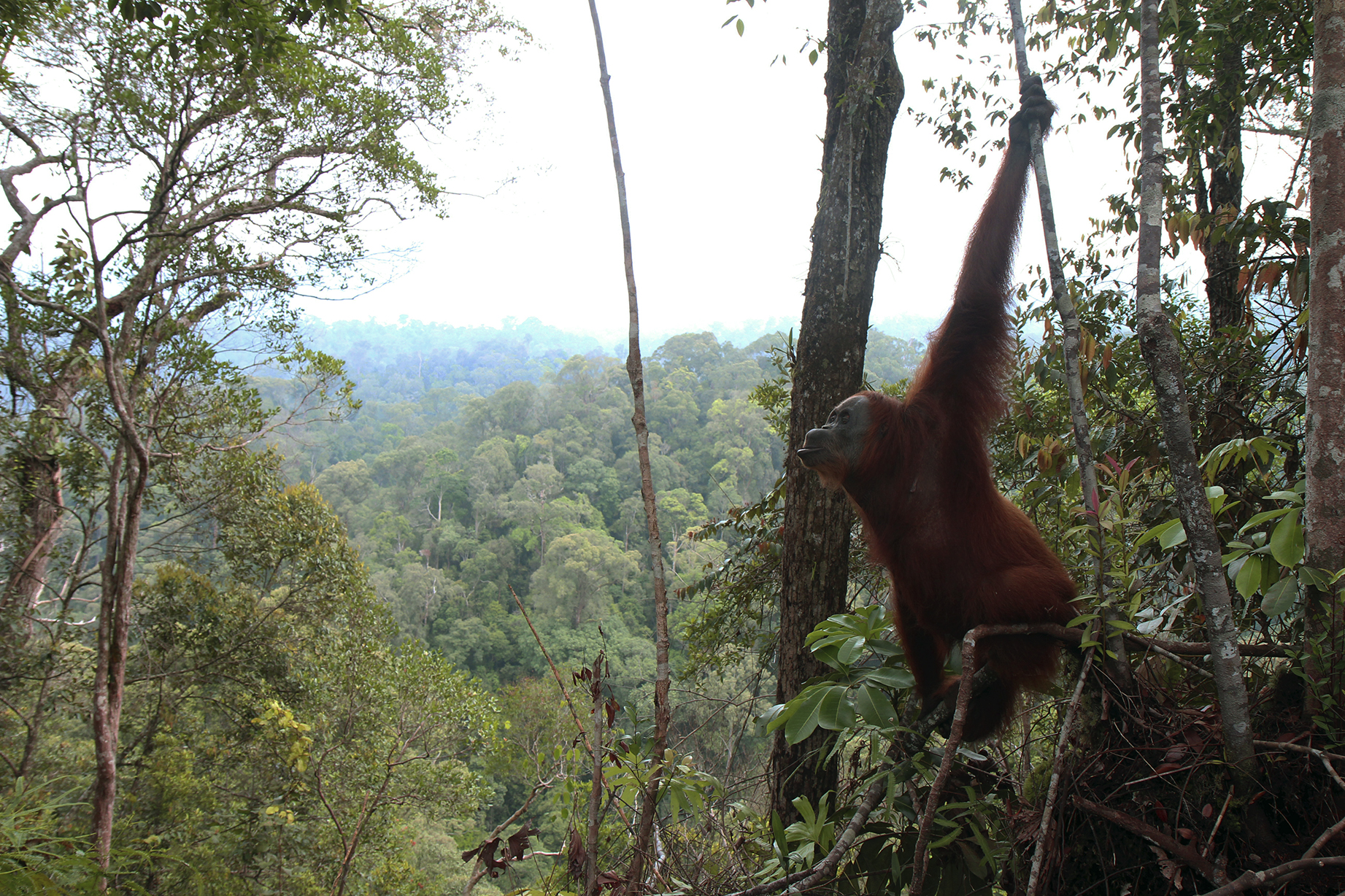
Le parc national de Gunung Leuser au nord-ouest de Sumatra.

Le Rhinocéros de Sumatra vit aussi bien dans les plaines que dans les forêts secondaires de montagne, les marais et les forêts de nuages. Il habite des zones montagneuses près de l'eau, dans les hautes vallées aux pentes abruptes avec un sous-bois abondant. Le Rhinocéros de Sumatra vivait autrefois dans une aire continue qui s'étendait au nord jusqu'à la Birmanie, l'Inde orientale, le Bangladesh et le sud-ouest de la Chine, en particulier le Sichuan,. D'après des rapports non confirmés, il était également présent au Cambodge, au Laos et au Vietnam. Actuellement tous les animaux vivants connus vivent en Indonésie, sur les îles de Sumatra et de Bornéo.
Le Rhinocéros de Sumatra est largement dispersé au sein de son aire de répartition, nettement plus que les autres rhinocéros d'Asie, ce qui complique la tâche des écologistes luttant pour la sauvegarde de cette espèce. Sur l'île de Sumatra, seules trois zones abritent de manière sûre le Rhinocéros : le parc national de Bukit Barisan Selatan, le parc national de Gunung Leuser et le parc national de Way Kambas. Il est aussi présent dans la partie indonésienne de Bornéo, où pensait pourtant qu'il avait disparu dans les années 1990. Une équipe chargée de surveiller l'activité de l'Orang-outan de Bornéo (Pongo pygmaeus) a découvert en 2013 des traces du rhinocéros de Sumatra dans le kabupaten de Kutai occidental (province du Kalimantan oriental). Une jeune femelle est capturée en 2016 dans la même région.

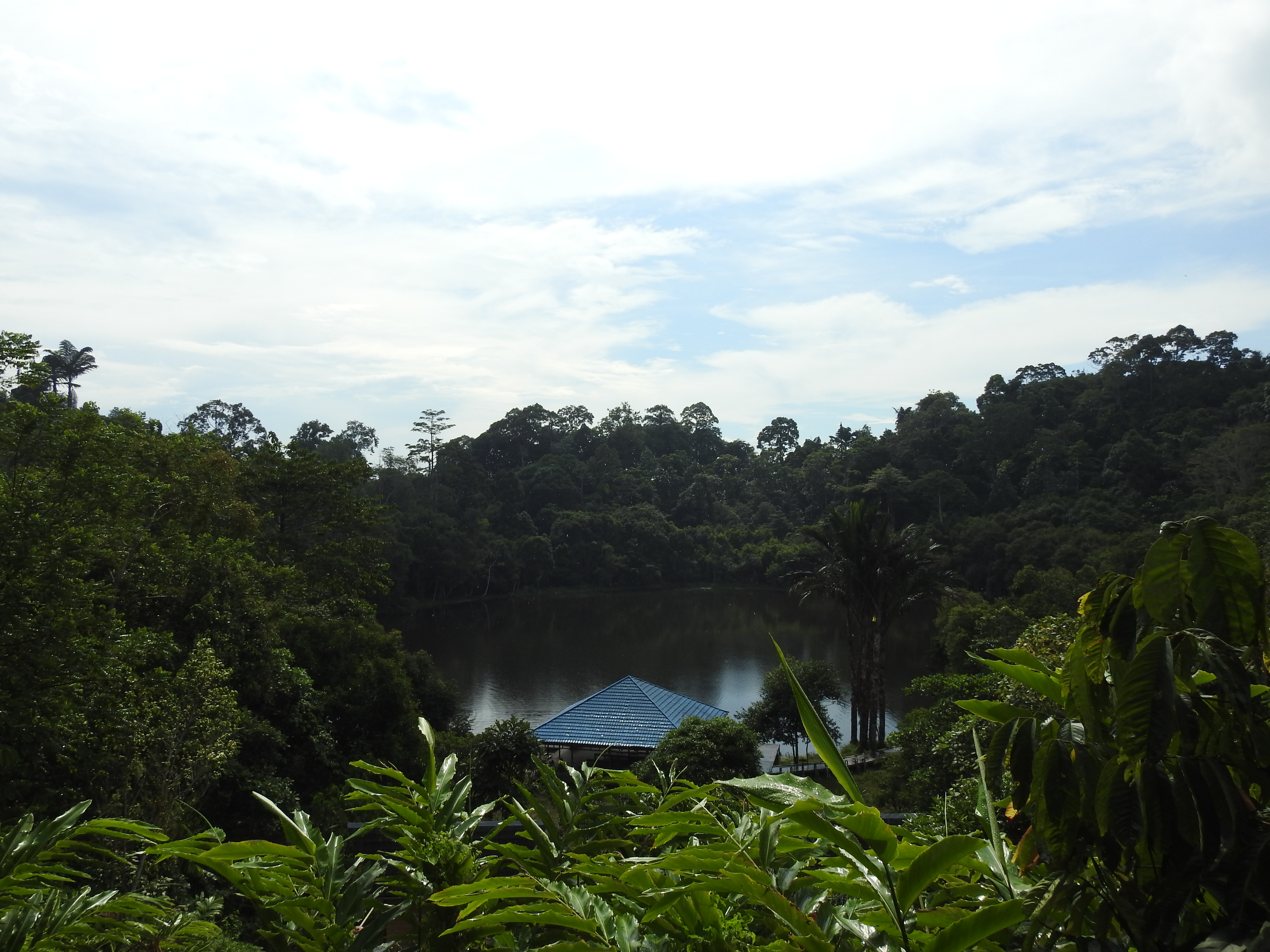
Paysage du Kutai occidental à l'est de Bornéo.

Le parc national de Kerinci Seblat, le plus grand de Sumatra, abritait une population d'environ 500 rhinocéros dans les années 1980, mais à cause du braconnage, cette population est maintenant considérée comme éteinte. Le Rhinocéros de Sumatra était autrefois présent en Malaisie dans le parc national de Taman Negara en Malaisie péninsulaire ainsi qu'à Danum Valley au Sabah sur l'île de Bornéo. Il a disparu dans ce pays en 2019 avec la mort du dernier mâle, nommé Tam, le 27 mai,,, puis de la dernière femelle, nommée Iman, le 23 novembre 2019.
Certains écologistes espèrent que le Rhinocéros de Sumatra est toujours présent en Birmanie, même si cette hypothèse est considérée comme peu probable. Les troubles politiques qui touchent la Birmanie ont empêché toute évaluation ou étude d'une éventuelle persistance de la population de rhinocéros. Les derniers rapports d'animaux errants près de la frontière indienne datent des années 1990.
L'analyse génétique des populations de Rhinocéros de Sumatra a permis d'identifier trois lignées génétiques distinctes. Le détroit de Malacca qui sépare Sumatra et la Malaisie n'était pas un obstacle aussi important pour les rhinocéros que les Bukit Barisan, chaîne de montagnes volcaniques longeant toute la côte ouest de Sumatra. Ainsi, les rhinocéros de l'est de Sumatra sont plus étroitement liés à ceux de la péninsule malaise qu'à ceux de l'ouest de Sumatra, de l'autre côté des montagnes. En fait, les rhinocéros de l'est de Sumatra et ceux de Malaisie montrent si peu de variance génétique que ces populations n'étaient vraisemblablement pas séparées au Pléistocène, lorsque le niveau de la mer était plus bas et que Sumatra faisait partie du continent. Les rhinocéros de Bornéo sont suffisamment distincts pour que les généticiens s'intéressant à leur sauvegarde déconseillent de les croiser avec les individus d'autres populations. Les généticiens ont récemment commencé à étudier la diversité du patrimoine génétique au sein de ces populations en identifiant des marqueurs microsatellites. Les résultats des premiers essais ont révélé des niveaux de variabilité au sein des populations de Rhinocéros de Sumatra comparables à celle que l'on observe dans les populations de rhinocéros d'Afrique, moins menacées d'extinction. Mais les études n'en sont encore qu'à leurs balbutiements.

## Taxonomie et dénomination

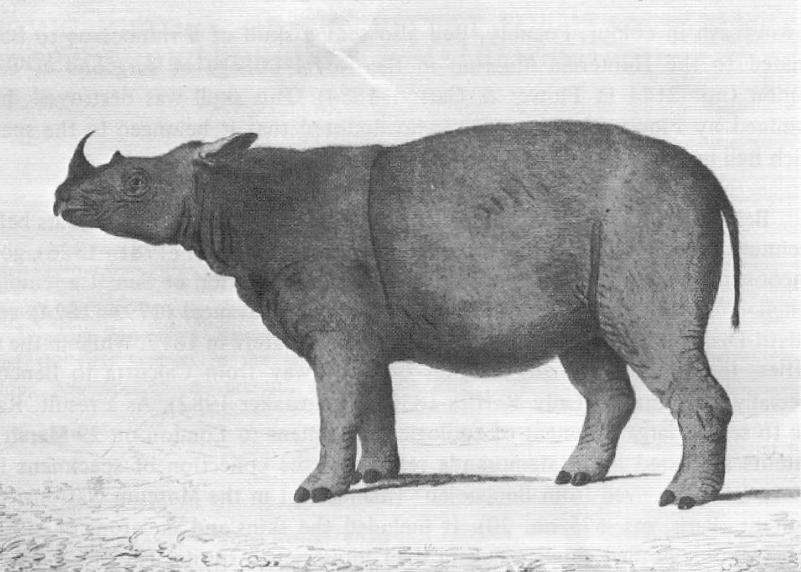
Dessin du premier spécimen de Rhinocéros de Sumatra connu par les occidentaux, par William Bell, 1793.

### Découverte et étymologie
Le premier Rhinocéros de Sumatra observé formellement par un Européen le fut à 16 kilomètres de Fort Marlborough, à proximité de la côte ouest de Sumatra, en 1793. Des dessins de l'animal et une description écrite sont envoyés au naturaliste Joseph Banks, alors président de la Royal Society, qui publie un article sur ces observations cette même année. Ce n'est qu'en 1814, cependant, que Johann Fischer von Waldheim, scientifique allemand et conservateur du musée Darwin à Moscou, attribue un nom scientifique à l'espèce
,.
Le nom scientifique Dicerorhinus sumatrensis provient des termes grecs di (δι, qui signifie « deux »), cero (κέρας, qui signifie « corne »), et rhinos (ρινος, qui signifie « nez »). Sumatrensis fait référence à Sumatra, l'île indonésienne où les rhinocéros ont été découverts. Carl von Linné avait initialement classé tous les rhinocéros dans le genre éponyme. Par conséquent, l'espèce a été identifiée à l'origine comme Rhinoceros sumatrensis. Joshua Brookes considère par la suite que le Rhinocéros de Sumatra, avec ses deux cornes, appartient à un genre distinct du rhinocéros à une corne, et lui donne le nom de Didermocerus en 1828. Constantin Wilhelm Lambert Gloger propose l'appellation Dicerorhinus en 1841. En 1868, John Edward Gray le nomme Ceratorhinus. Normalement, c'est le nom le plus ancien qui aurait dû être utilisé dans ce cas, suivant la règle d'antériorité, mais une décision 1977 de la Commission internationale de nomenclature zoologique établit Dicerorhinus comme nom définitif de ce genre,.

### Sous-espèces
Les trois sous-espèces connues du Rhinocéros de Sumatra sont :
- D. s. sumatrensis (Fischer, 1814), qui ne comprend plus que 170 à 230 rhinocéros, dont la plupart au sein des parcs nationaux de Bukit Barisan Selatan et Gunung Leuser à Sumatra[36]. Environ 75 animaux pourraient vivre dans la péninsule de Malaisie, mais la persistance de cette population est remise en cause[37]. Les principales menaces pour cette sous-espèce sont la perte d'habitat et le braconnage. Il y a une légère différence génétique entre Rhinocéros de Sumatra de l'Ouest et l'Est[36]. Les rhinocéros de Malaisie étaient autrefois connus sous le nom D. s. Niger, mais ont plus tard été reconnus comme étant similaires à D. s. sumatrensis[34].
- D. s. harrissoni (Groves, 1965), qui était autrefois commun dans tout Bornéo, mais ne compte plus à l'heure actuelle qu'environ 50 individus[36]. La population connue à Bornéo vit à Sabah. Des observations non confirmées d'animaux à Sarawak et Kalimantan ont également été recensées[36]. Cette sous-espèce a été nommée par Tom Harrisson, qui a beaucoup travaillé sur la zoologie et l'anthropologie de Bornéo dans les années 1960[38]. La sous-espèce de Bornéo est nettement plus petite que les deux autres[34].
- D. s. lasiotis (Buckland, 1872), qui était présent en Inde et au Bangladesh, mais a été déclaré éteint dans ces pays. Des observations non confirmées suggèrent qu'il pourrait y avoir une petite population en Birmanie, mais la situation politique instable du pays n'a pas permis de vérifier cette hypothèse[36]. L'épithète lasiotis est dérivée d'un mot grec signifiant « oreilles poilues ». Des études ultérieures ont montré que leurs longs poils dans les oreilles n'étaient pas significativement plus longs que ceux des autres Rhinocéros de Sumatra, mais D. s. lasiotis est restée une sous-espèce, car elle était beaucoup plus grande que les autres populations de rhinocéros[34].

### Évolution

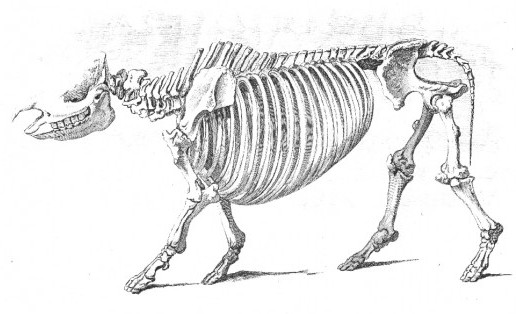
Squelette du Rhinocéros de Sumatra par R. Hills, en 1821.

Les rhinocéros primitifs ont divergé à partir des périssodactyles au cours de l'Éocène inférieur. Des études portant sur l'ADN mitochondrial des animaux suggèrent que les ancêtres des rhinocéros modernes ont divergé des ancêtres des Equidae il y a environ 50 millions d'années,. La famille existant à l'heure actuelle, les Rhinocerotidae, est apparue au cours de l'Éocène supérieur en Eurasie, et les ancêtres des rhinocéros modernes se sont dispersés à partir de l'Asie pendant le Miocène.
Le Rhinocéros de Sumatra est considéré comme l'espèce ayant le moins divergé parmi toutes les espèces existantes, car elle partage plus de traits communs avec ses ancêtres du Miocène que les autres espèces. D'après les fossiles du genre Dicerorhinus, les paléontologues estiment que ce genre est apparu au Miocène inférieur, il y a 23 à 16 millions d'années. De nombreux fossiles ont été classés comme membres de Dicerorhinus, comme Dicerorhinus gwebinensis, qui semble très proche du Rhinocéros de Sumatra, mais aucune autre espèce récente n'a été placée dans ce genre. Une datation moléculaire suggère que la scission entre Dicerorhinus et les quatre autres espèces encore existantes a eu lieu vers 25,9 millions d'années avant notre ère. Trois hypothèses ont été proposées pour expliquer la relation entre le Rhinocéros de Sumatra et les autres espèces existantes. Une d'entre elles suggère que le Rhinocéros de Sumatra est étroitement lié aux Rhinocéros noirs et blancs d'Afrique, comme en témoigne le fait que l'espèce a deux cornes, au lieu d'une seule. D'autres taxonomistes considèrent le Rhinocéros de Sumatra comme un taxon frère des Rhinocéros d'Inde et de Java car leurs aires de répartition sont proches,. Une troisième hypothèse, basée sur des analyses plus récentes, suggère que les deux rhinocéros d'Afrique, les deux rhinocéros d'Asie et le Rhinocéros de Sumatra représentent trois lignées distinctes qui divergèrent il y a environ 25,9 millions années, et il peut donc être difficile de déterminer quel groupe a divergé le premier,. Les plus vieux spécimens de Rhinocéros de Sumatra retrouvés datent du Pléistocène moyen, c'est-à-dire il y a environ 700 000 ans, mais l'espèce est certainement beaucoup plus ancienne et elle a pu diverger il y a trois millions d'années voire plus.
En raison de leurs similitudes morphologiques, le Rhinocéros de Sumatra semble être étroitement lié au Rhinocéros laineux (Coelodonta antiquitatis), aujourd'hui disparu. Le Rhinocéros laineux, qui devait son nom à l'épaisse couche de poils qui le recouvrait, une caractéristique qu'il partage avec le Rhinocéros de Sumatra, est apparu en Chine, et au cours du Pléistocène supérieur il peuplait une bonne partie du continent eurasiatique de la Corée à l'Espagne. Le Rhinocéros laineux a survécu à la dernière ère glaciaire mais, comme le Mammouth laineux (Mammuthus primigenius), il a disparu il y a environ 10 000 ans. Bien que certaines études morphologiques mettent en doute la relation entre ces deux espèces, elle a été confirmée par une analyse moléculaire.

## Sauvegarde

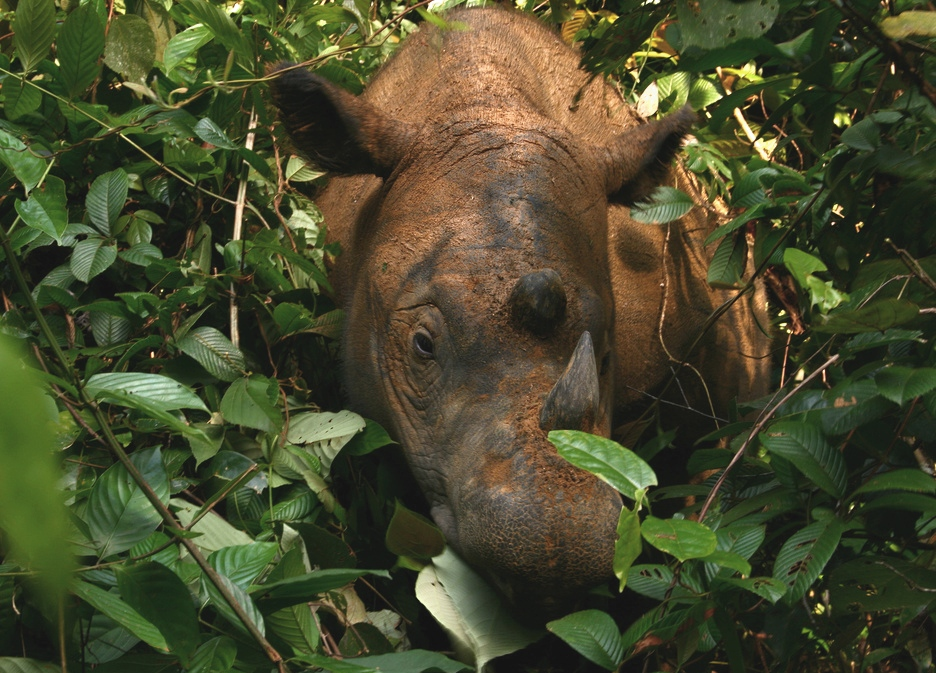
« Rosa », D. s. sumatrensis du Sumatran Rhino Sanctuary, dans le parc national de Way Kambas.

### En milieu naturel
Les Rhinocéros de Sumatra étaient autrefois très nombreux dans toute l'Asie du Sud-Est. On estimait en 2011 que la population ne comptait plus que 275 animaux, estimation tombée à 80 individus en 2019 et à moins de 80 individus en 2023. L'espèce est classée comme « en danger critique d'extinction », principalement à cause du braconnage illégal. Jusqu'au début des années 1990, le déclin de la population a été estimé à plus de 50 % par décennie, et les petites populations éparpillées sont maintenant fortement soumises à la consanguinité. La plupart des habitats restants sont situés dans les zones montagneuses relativement inaccessibles de l'Indonésie,.
Le braconnage des Rhinocéros de Sumatra est préoccupant, car le prix de sa corne a été estimé à plus de 30 000 dollars par kilogramme. Cette espèce a connu une chasse excessive pendant de nombreux siècles, ce qui conduit à la forte diminution de la population, qui n'est d'ailleurs toujours pas enrayée. Les rhinocéros sont difficiles à observer et à chasser directement (un chercheur sur le terrain a passé sept semaines caché près d'une vasière sans jamais observer de rhinocéros), de sorte que les braconniers utilisent des pièges de lance et des pièges à fosse. Dans les années 1970, l'utilisation des différentes parties du corps du rhinocéros par les populations locales de Sumatra est connue : les cornes permettent de fabriquer des amulettes et ont la réputation de protéger du poison, la viande séchée est utilisée comme médicament contre la diarrhée, la lèpre et la tuberculose et l'« huile de rhino », une concoction réalisée en laissant macérer le crâne d'un rhinocéros dans de l'huile de noix de coco pendant plusieurs semaines, peut être utilisée pour traiter les maladies de la peau. On ne sait pas à quel point ces pratiques et croyances étaient répandues,,. La corne de rhinocéros était autrefois considérée comme un aphrodisiaque. En fait, la médecine traditionnelle chinoise ne l'a jamais utilisée à cette fin. Néanmoins, la chasse de cette espèce est principalement liée à une demande de cornes de rhinocéros aux propriétés soi-disant médicamenteuses.
Les forêts tropicales de l'Indonésie et de la Malaisie, qui abritent le Rhinocéros de Sumatra, sont également des cibles pour l'exploitation forestière légale et illégale en raison de la valeur de leurs feuillus. Des bois rares tels que le merbau, le Shorea et le Palaquium ont une grande valeur sur les marchés internationaux, pouvant atteindre 1 800 $ par mètre cube. L'application des lois forestières contre l'exploitation illégale est difficile à mettre en œuvre parce que les humains vivent à l'intérieur ou à proximité des forêts peuplées par le rhinocéros. Le tremblement de terre de l'océan Indien en 2004 a été un prétexte pour justifier de nouvelles exploitations. Bien que les feuillus des forêts tropicales où vit le Rhinocéros de Sumatra sont destinés aux marchés internationaux et pas tellement utilisés pour la construction nationale, le nombre de permis d'exploitation de ces bois a considérablement augmenté en raison du tsunami. Cependant, alors qu'on pensait que cette espèce était très sensible aux perturbations de son habitat, l'impact de la déforestation semble nettement moins fort que celui de la chasse, car le rhinocéros peut vivre dans tout type de forêt.

### En captivité

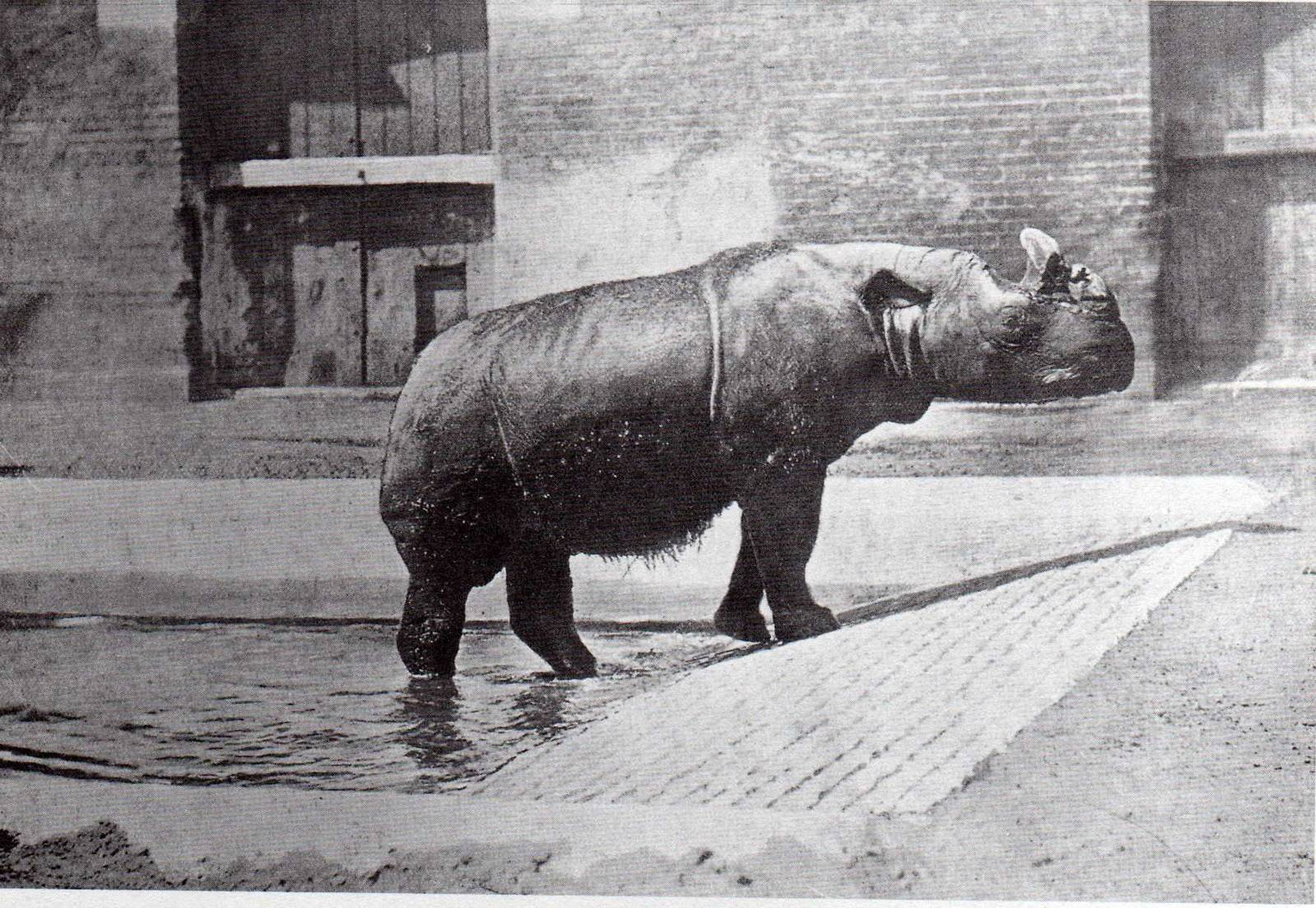
La femelle D. s. lasiotis « Begum », présente au zoo de Londres du 15 février 1872 au 31 août 1900.

Bien que rares, quelques Rhinocéros de Sumatra sont exhibés dans les zoos depuis près d'un siècle et demi. Le zoo de Londres a acquis deux Rhinocéros de Sumatra en 1872. L'un d'eux, une femelle nommée « Begum », a été capturé à Chittagong en 1868 et a survécu au zoo de Londres jusqu'en 1900, ce qui constitue le record de longévité en captivité pour un Rhinocéros de Sumatra. Begum appartenait à la sous-espèce D. s. lasiotis désormais éteinte. Au moment de son acquisition, Philip Sclater, le secrétaire de la Zoological Society of London, affirme que le premier Rhinocéros de Sumatra préservé dans un zoo était présent dans la collection du zoo de Hambourg depuis 1868. Avant l'extinction de la sous-espèce Dicerorhinus sumatrensis lasiotis, au moins sept spécimens résidaient dans des zoos et des cirques. Le Rhinocéros de Sumatra, cependant, ne se reproduit quasiment pas en dehors de son habitat naturel. Un rhinocéros des jardins zoologiques d'Alipore a donné une naissance en 1889 avec succès, mais aucun Rhinocéros de Sumatra n'est né dans un zoo au cours du XXe siècle. En 1972, « Subur », le seul rhinocéros de Sumatra restant alors en captivité, meurt au zoo de Copenhague.
En dépit des échecs répétés pour le faire se reproduire en captivité, certaines organisations de conservation lancent au début des années 1980 un programme d'élevage en captivité du Rhinocéros de Sumatra. Entre 1984 et 1996, ce programme de conservation capture 40 rhinocéros pour les exporter vers des parcs zoologiques et des réserves à travers le monde. Alors que les espoirs de réussite sont initialement élevés, et que de nombreuses recherches ont été menées sur les spécimens captifs, à la fin des années 1990 pas un seul rhinocéros n'était né dans le programme, et la plupart de ses partisans conviennent que c'est un échec. En 1997, un groupe de spécialistes des rhinocéros asiatiques de l'UICN déclare que le programme n'avait « même pas permis le maintien de l'espèce en captivité dans les limites acceptables de la mortalité », notant que, en plus de l'absence de naissances, 20 des rhinocéros étaient morts. En 2004, une épidémie de surra au Centre de conservation de rhinocéros de Sumatra a tué tous les rhinocéros en captivité en Malaisie péninsulaire, réduisant la population de rhinocéros en captivité à huit individus,.

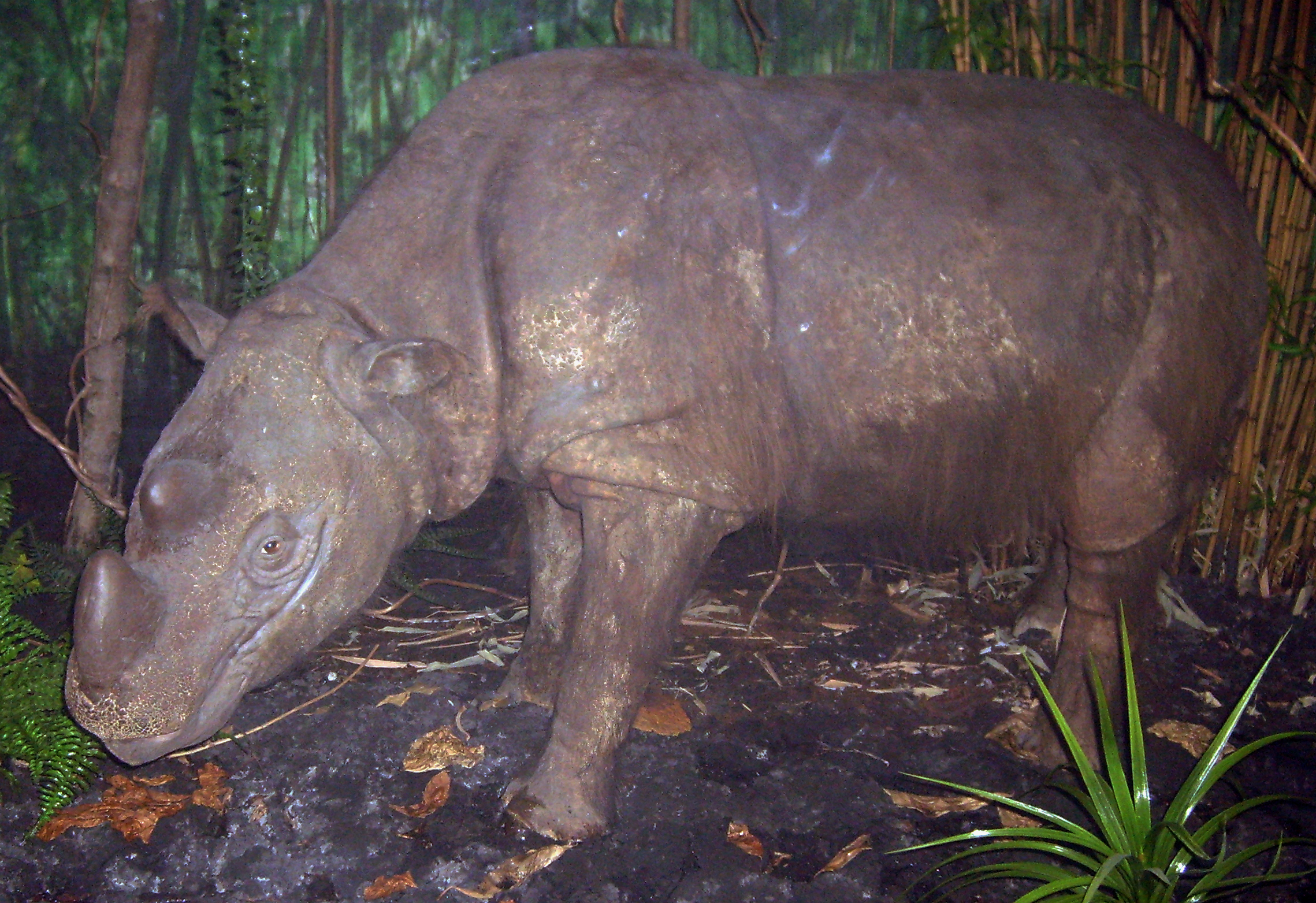
Spécimen empaillé du dernier Rhinocéros de Sumatra en captivité en 1972, une femelle nommée « Subur », au musée zoologique de Copenhague.

Sept de ces rhinocéros en captivité sont envoyés aux États-Unis (l'autre a été maintenu en Asie du Sud-Est), mais en 1997, on n'en compte plus que trois : une femelle dans le zoo de Los Angeles, un mâle au zoo de Cincinnati, et une femelle dans le zoo du Bronx. Les trois rhinocéros sont réunis à Cincinnati. Après des années de tentatives infructueuses, la femelle de Los Angeles, « Emi », tombe enceinte pour la sixième fois, avec « Ipuh » le mâle du zoo. Ses cinq gestations précédentes s'étaient soldées par des échecs. Les chercheurs du zoo ont toutefois appris des échecs précédents, et avec l'aide de traitements hormonaux spéciaux, « Emi » donne naissance à un veau mâle en bonne santé nommé « Andalas » (un mot indonésien signifiant « Sumatra ») en septembre 2001. La naissance d'« Andalas » est la première naissance en captivité réussi d'un Rhinocéros de Sumatra depuis 112 ans. Un veau femelle, nommée « Suci » (mot indonésien signifiant « pur »), suit le 30 juillet 2004. Le 29 avril 2007, « Emi » donne naissance pour la troisième fois, à son deuxième veau mâle, nommé « Harapan » (mot indonésien signifiant « espoir ») ou « Harry »,. En 2007, « Andalas », qui était conservé au zoo de Los Angeles, est renvoyé à Sumatra pour participer à des programmes d'élevage avec des femelles en bonne santé,, ce qui conduit à la naissance le 23 juin 2012 d'un veau mâle, « Andatu », le quatrième veau né en captivité depuis 2000. « Andalas » est accouplé avec « Ratu », une femelle née dans la nature dans le sanctuaire de rhinocéros du parc national de Way Kambas

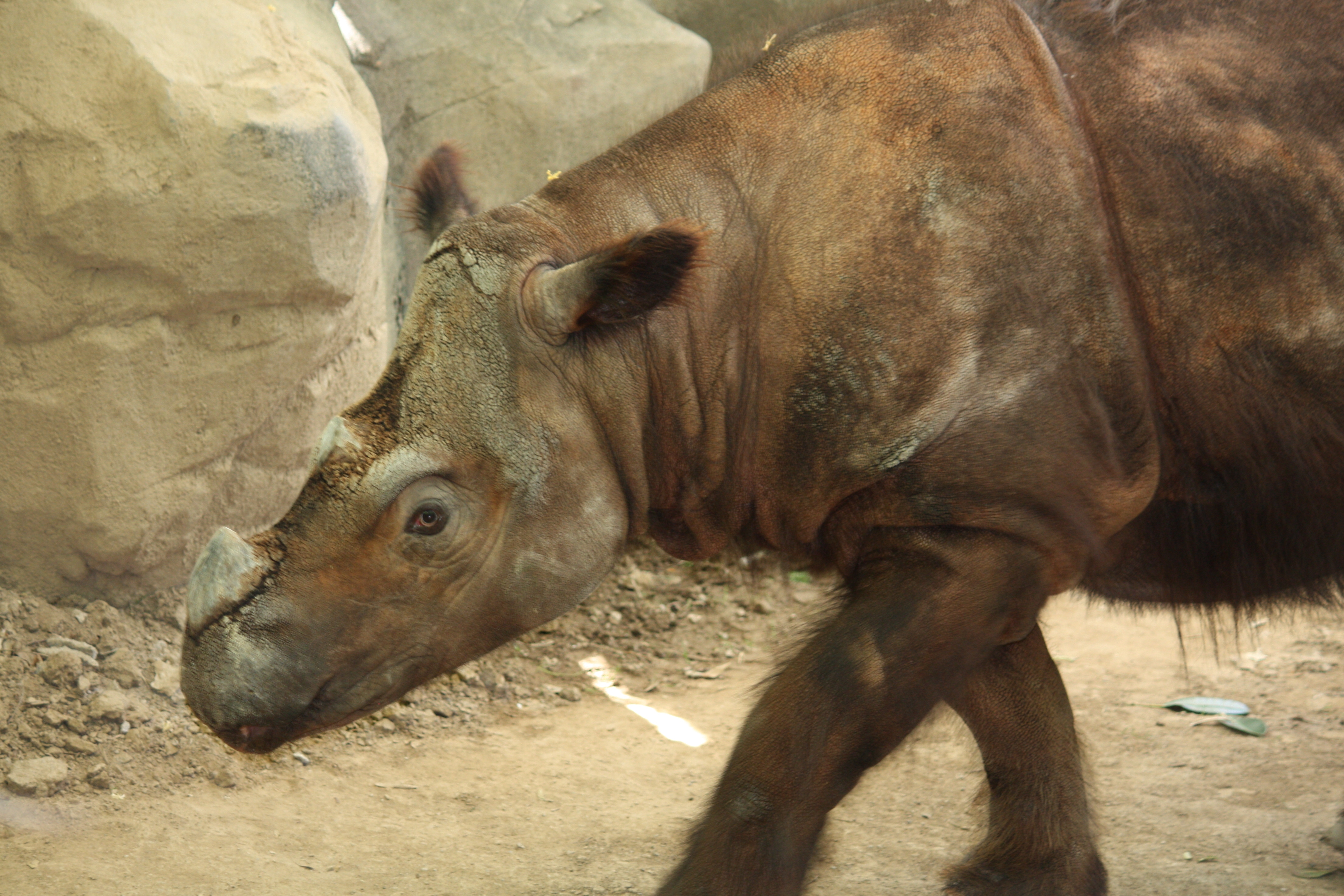
Spécimen au zoo de Cincinnati.

Malgré les récents succès à Cincinnati, le programme d'élevage en captivité demeure controversé. Ses partisans soutiennent que les zoos ont participé à l'effort de conservation en étudiant les mœurs de reproduction, et par la sensibilisation et l'éducation du public aux problèmes rencontrés par les rhinocéros, et en aidant à recueillir des ressources financières pour soutenir la sauvegarde de l'espèce à Sumatra. Les opposants au programme d'élevage en captivité trouvent que les pertes sont trop importantes, que le programme est trop cher, et que retirer les rhinocéros de leur habitat, même temporairement, modifie leur rôle écologique et que les populations captives ne peuvent égaler la réaugmentation des effectifs que l'on observe dans les habitats indigènes bien protégés.

## Danger critique d'extinction
Le 27 mai 2019, Tam, le dernier rhinocéros de Sumatra mâle de Malaisie, meurt dans la réserve naturelle de Tabin, dans l'état de Sabah,,. La Borneo Rhino Alliance annonce la mort de l'animal en indiquant que celle-ci était liée à son âge, en attendant d'effectuer une autopsie afin de communiquer les causes exactes du décès. L'animal avait une trentaine d'années et vivait dans une réserve sur l'île Bornéo, dans l'État malais de Sabah depuis sa capture en 2008. « Ses dernières semaines ont été consacrées aux soins palliatifs les plus intenses possible, donnés par l'équipe d'alliance Bornéo », a indiqué Christina Liew, ministre du Tourisme, de la culture et de l'environnement. Son matériel génétique a été conservé dans le cas de futures tentatives de reproduction par fécondation in vitro. Le 23 novembre 2019, c'est au tour de la dernière femelle, Iman, de mourir des suites d'un cancer de l'utérus, conduisant à l'extinction de l'espèce en Malaisie,.
Tam avait été aperçu en 2008 alors qu'il errait dans une plantation d'huile de palme. Il fut capturé puis transféré dans la réserve naturelle de Tabin. Les tentatives de l'amener à se reproduire avec deux rhinocéros femelles, Puntung capturée en 2011 et Iman capturée en 2014, se sont toutes révélées infructueuses. À la suite de décennies de réduction de leur habitat et de braconnage, il ne reste désormais plus que 80 rhinocéros de Sumatra à l'état sauvage, la plupart sur l'île voisine de Sumatra, en Indonésie. Le reste est dispersé à travers Kalimantan, sur la partie indonésienne de Bornéo.
Les experts pensent aujourd'hui que l'isolement des individus est la plus grande menace pour la perpétuation de l'espèce. Cela est dû au risque pour les femelles de développer des kystes et des fibromes au niveau de leur appareil reproducteur si elles restent trop longtemps sans s'accoupler. C'est ce qui a provoqué l'infertilité de Puntung et Iman. Margaret Kinnaird , du WWF, rapporte : « Nous avions placé tant d'espoir en Tam et en sa capacité à se reproduire en captivité, mais ces espoirs se sont réduits à néant lorsque nous avons découvert que les deux dernières femelles de la réserve de Tabin n'étaient pas en mesure de porter les fœtus ».
Selon le site de la Liste rouge de l'Union internationale pour la conservation de la nature (UICN), en 2008, il ne restait plus qu'entre 220 et 275 rhinocéros de Sumatra matures. Selon le WWF, ils étaient en 2019 environ 100 en Indonésie, voire moins, et la population ne cessait de décroître. La menace principale qui pèse sur cette espèce est le braconnage notamment pour les prétendues vertus médicinales attribuées à ses cornes. Il est le seul rhinocéros d'Asie à en posséder deux, notamment le mâle.
L'UICN notifie : « L'espèce est maintenant tellement réduite qu'il y a un très petit nombre de rhinocéros de Sumatra dans chaque localité où elle survit encore. En conséquence, les activités de reproduction sont peu fréquentes, les naissances réussies sont rares dans de nombreuses populations et le risque de consanguinité est élevé ». Les rhinocéros de Sumatra sont également menacés par la disparition de leur habitat, « due à la conversion de forêts en terres agricoles et au développement d’infrastructures » selon le WWF.

## Le Rhinocéros de Sumatra dans la culture

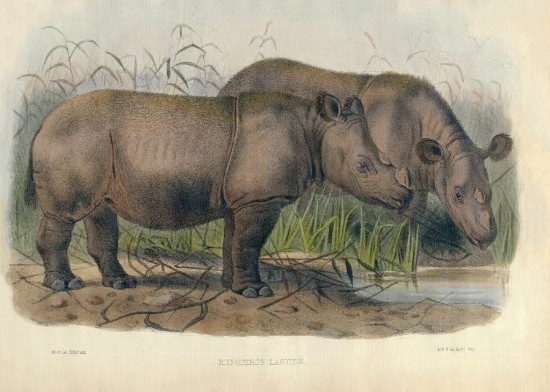
Illustration de « Begum » en 1872.

En dehors de ces quelques individus détenus dans les zoos et illustrés dans les livres, le Rhinocéros de Sumatra est resté peu connu, éclipsé par d'autres espèces plus communes comme le Rhinocéros indien, le Rhinocéros noir et le Rhinocéros blanc. Récemment cependant, des séquences vidéo présentant le Rhinocéros de Sumatra dans son habitat naturel et dans les centres d'élevage ont été montrées dans plusieurs documentaires animaliers. Une longue séquence à ce sujet est apparue dans le documentaire The Littlest Rhino d'Asia Geographic. Natural History New Zealand a diffusé des images d'un Rhinocéros de Sumatra filmé par le cameraman Alain Compost dans un documentaire de 2001 : The Forgotten Rhino, qui porte sur le Rhinocéros de Sumatra et le Rhinocéros indien,.
Bien que sa présence soit souvent révélée par ses bouses et ses pistes, les premières photographies d'un mâle rhinocéros à Bornéo réalisées en avril 2006 par un piège photographique dans la jungle de Sabah en Malaisie orientale prouvent formellement la persistance de l'espèce sur cette île. Le 24 avril 2007, on réalise la première vidéo d'un rhinocéros à Bornéo. La séquence nocturne montre le rhinocéros mangeant, regardant à travers le feuillage de la jungle, et reniflant l'équipement vidéo. Le World Wildlife Fund, qui a réalisé la vidéo, l'a utilisée dans ses efforts pour convaincre les gouvernements locaux de transformer la région en une zone de sauvegarde du rhinocéros,. La surveillance s'est poursuivie et 50 nouvelles caméras ont été mises en place. En février 2010 une séquence montre une femelle qui parait gestante, et d'autres animaux sont filmés durant l'été 2013.
Un certain nombre de contes sur le Rhinocéros de Sumatra ont été recueillis par les naturalistes et les chasseurs coloniaux à partir du milieu du XIXe siècle et du début du XXe siècle. En Birmanie, il existe une croyance qui était autrefois très répandue selon laquelle le Rhinocéros de Sumatra mangeait le feu. Les contes décrivent le rhinocéros affamé de feu suivant la fumée jusqu'à sa source, souvent des feux de camp, et attaquant le camp. Une autre croyance birmane raconte que le meilleur moment pour le chasser était le mois de juillet, quand les Rhinocéros de Sumatra se rassemblaient sous la pleine lune. En Malaisie, on racontait que la corne de rhinocéros était creuse et pouvait être utilisée comme une sorte de tuyau pour respirer de l'air. En Malaisie et à Sumatra, une légende raconte que le rhinocéros mettait sa corne à l'abri une fois dans l'année, en l'enterrant sous le sol. À Bornéo, le rhinocéros serait adepte d'une étrange pratique : après avoir déféqué dans un ruisseau, il mangerait les poissons étourdis par ses excréments.